# Hrvatski nogometni kup 2025-2026
La Hrvatski nogometni kup 2025./26. (Coppa croata di calcio 2025-26), conosciuta anche come SuperSport Hrvatski nogometni kup 2025./26. per ragioni di sponsorizzazione, è la trentacinquesima edizione della coppa nazionale croata. Organizzata dalla Federazione calcistica della Croazia, inizia il 27 agosto 2025 con la disputa del turno preliminare e terminerà nel maggio 2026.
Il Rijeka è il detentore.

## Formula e partecipanti
Alla competizione partecipano le migliori squadre delle divisioni superiori, con la formula dell'eliminazione diretta, tutti i turni sono disputati in gara unica.
Al turno preliminare accedono le squadre provenienti dalle  Županijski kupovi (le coppe regionali): le 21 vincitrici più le finaliste delle 11 coppe col maggior numero di partecipanti.
Le prime 16 squadre del ranking quinquennale di coppa (63 punti alla vincitrice della coppa, 31 alla finalista, 15 alle semifinaliste, 7 a quelle che hanno raggiunto i quarti, 3 a quelle eliminate agli ottavi, 1 se eliminate ai sedicesimi) sono ammesse di diritto ai sedicesimi di finale.

### Ammesse di diritto ai sedicesimi di finale
Le prime 16 squadre (coi punti) del ranking 2019-2024 entrano di diritto nei sedicesimi della Coppa 2025-26 (l'Inter Zaprešić ha perso la licenza per il campionato ed il diritto ad entrare direttamente in coppa) :
- 1 Dinamo Zagabria (155)
- 2 Hajduk Spalato (151)
- 3 Rijeka (143)
- 4 Lokomotiva Zagabria (63)
- 5 Osijek (51)
- 6 Slaven Belupo (47)
- 7 Istria 1961 (47)
- 8 HNK Gorica (47)
- 9 Sebenico (45)
- 10 Rudeš (21)
- 11 Varaždin (19)
- 12 Oriolik Oriovac (15)
- 13 BSK Bijelo Brdo (14)
- 14 Inter Zaprešić (10)
- 15 Belišće (8)
- 16 Cibalia (7)
- 17 Mladost Ždralovi (7)

### Le finali regionali
Le Županijski kupovi (le coppe regionali) 2024-2025 hanno qualificato le 32 squadre (segnate in giallo) che partecipano al turno preliminare della Coppa di Croazia 2025-26. Si qualificano le 21 vincitrici più le finaliste delle 11 coppe col più alto numero di partecipanti.
| Zona                                    | Regione                       | Vincitore                | Finalista           | Risultato                 | Link                         |
| OVEST                                   |                               |                          |                     |                           |                              |
| --------------------------------------- | ----------------------------- | ------------------------ | ------------------- | ------------------------- | ---------------------------- |
| OVEST                                   | Regione istriana              | Uljanik Pola             | Jadran Parenzo      | 2–0                       | KUP NSŽI 24/25               |
| OVEST                                   | Regione litoraneo-montana     | Opatija                  | Orijent             | 0–0 (6-5 dtr)             | Hrvatski nogometni kup 24/25 |
| OVEST                                   | Regione della Lika e di Segna | Nehaj Senj               | Novalja             | 2–1                       | KUP - SENIORI ŽNL 2025.      |
| CENTRO                                  |                               |                          |                     |                           |                              |
| Città di Zagabria                       | Maksimir                      | Špansko Zagabria         | 0–0 (4-3 dtr)       | KUP ZNS-a - SENIORI 24/25 |                              |
| Regione di Zagabria                     | Dugo Selo                     | Kurilovec                | 1–0                 | KUP NSZŽ 24/25            |                              |
| Regione di Krapina e dello Zagorje      | Gaj Mače                      | Zagorec Krapina          | 3–1                 | CUP NSKZŽ 24/25           |                              |
| Regione di Karlovac                     | Karlovac                      | Frankopan Brežani        | 5–1                 | HNK NSKŽ 24/25            |                              |
| Regione di Sisak e della Moslavina      | Moslavina                     | Libertas Novska          | 3–1                 | KUP SENIORI 25/26         |                              |
| NORD                                    |                               |                          |                     |                           |                              |
| Regione di Virovitica e della Podravina | Pitomača                      | Virovitica               | 1–1 e 5–1           | KUP ŽNS VPŽ 24/25         |                              |
| Regione di Koprivnica e Križevci        | Radnik Križevci               | Koprivnica               | 3–1                 | kup ŽNS                   |                              |
| Regione del Međimurje                   | Graničar Kotoriba             | BSK Belica               | 3–2 e 1–2 (5-4 dtr) | KUP MNS 24/25             |                              |
| Regione di Varaždin                     | Varteks                       | Bednja Beletinec         | 1–2 e 2–1 (4-2 dtr) | Kup ŽNS Varaždin 24/25    |                              |
| Regione di Bjelovar e della Bilogora    | Bjelovar                      | Dinamo Predavac          | 3–0                 | KUP NSBBŽ 24/25           |                              |
| EST                                     |                               |                          |                     |                           |                              |
| Regione di Osijek e della Baranja       | Jedinstvo Donji Miholjac      | Radnički Dalj            | 3–3 (5-3 dtr)       | KUP ŽNS 25/26             |                              |
| Regione di Vukovar e della Sirmia       | Vukovar                       | Bedem Ivankovo           | 4–2                 | KUP ŽNS-VS 24/25          |                              |
| Regione di Požega e della Slavonia      | Slavonija Požega              | Slavija Pleternica       | 1–0                 | Kup NS PSŽ 2024/2025      |                              |
| Regione di Brod e della Posavina        | Marsonia 1909                 | Zadrugar Oprisavci       | 2–0                 | KUP ŽNS BPŽ 24/25         |                              |
| SUD                                     |                               |                          |                     |                           |                              |
| Regione zaratina                        | Zemunik                       | Hrvatski vitez Posedarje | 1–1 (4-2 dtr)       | KUP SENIORI 2025          |                              |
| Regione di Sebenico e Tenin             | DOŠK Drniš                    | Vodice                   | 1–1 (4-3 dtr)       | KUP SENIORI 2025          |                              |
| Regione spalatino-dalmata               | Solin                         | Hrvace                   | 3–0                 | Kup NSŽSD 2025            |                              |
| Regione raguseo-narentana               | Neretva Metković              | Konavljanin Čilipi       | 0–0 (6-5 dtr)       | Kup natjecanje (seniori)  |                              |

## Turno preliminare
Il sorteggio del turno preliminare si è tenuto il 3 luglio 2025.
| Squadra 1                | Risultato | Squadra 2          |
| ------------------------ | --------- | ------------------ |
| 27 agosto 2025           |           |                    |
| Neretva Metković         | x – x     | Zadrugar Oprisavci |
| Uljanik Pola             | x – x     | Bjelovar           |
| BSK Belica               | x – x     | Solin              |
| Varteks                  | x – x     | Moslavina          |
| Radnik Križevci          | x – x     | DOŠK Drniš         |
| Špansko Zagabria         | x – x     | Gaj Mače           |
| Zemunik                  | x – x     | Kurilovec          |
| Maksimir                 | x – x     | Jadran Parenzo     |
| Slavonija Požega         | x – x     | Marsonia 1909      |
| Bednja Beletinec         | x – x     | Karlovac           |
| Jedinstvo Donji Miholjac | x – x     | Dugo Selo          |
| Bedem Ivankovo           | x – x     | Dinamo Predavac    |
| Radnički Dalj            | x – x     | Graničar Kotoriba  |
| Libertas Novska          | x – x     | Opatija            |
| Nehaj Senj               | x – x     | Vukovar            |
| Koprivnica               | x – x     | Pitomača           |

## Sedicesimi di finale
Gli accoppiamenti vengono eseguiti automaticamente attraverso il ranking del momento (32ª–1ª, 31ª–2ª, 30ª–3ª, etc).

## Ottavi di finale
Gli accoppiamenti vengono eseguiti automaticamente attraverso il ranking del momento (16ª–1ª, 15ª–2ª, 14ª–3ª, etc). I club che, nel turno precedente, hanno battuto un avversario di ranking superiore, ne hanno preso anche il posto in graduatoria.